# Секашел (Алба)
Секашел (рум. Secășel) насеље је у Румунији у округу Алба у општини Охаба. Oпштина се налази на надморској висини од 266 m.

## Становништво
Према подацима из 2002. године у насељу је живело 285 становника, од којих су сви румунске националности.